# Tamar Gourieli (fille de Mamia II de Gourie)
Pour les articles homonymes, voir Tamar Gourieli.
Tamar Gourieli (en géorgien : თამარ გურიელი) est une noble géorgienne du XVIIe siècle qui épouse le futur roi Alexandre III d'Iméréthie pendant l'enfance de ce dernier. Tandis que peu reste connu jusqu'à ce jour sur la princesse Gourieli, son divorce avec le prince héritier du royaume mène à une nouvelle guerre civile à travers la Géorgie occidentale.

## Biographie
Peu est connu sur la vie de Tamar Gourieli, qui naît probablement au début du XVIIe siècle. Elle est la fille aînée du prince Mamia II, qui règne sur la puissante principauté géorgienne de Gourie de 1598 à 1627, et de son épouse, Tinatine Djakeli. Le moine théatin Giuseppe Maria Zampi la décrit comme une femme de « rare beauté ».
En 1618, elle est offerte par son père en mariage au prince héritier du royaume d'Iméréthie, Alexandre Bagration, qui n'a que neuf ans lors de l'union. Tandis que ce mariage avec le prince royal est organisé dans le cadre d'une alliance entre la principauté et le gouvernement central du roi Georges III d'Iméréthie, celle-ci reste éphémère. En 1620, Tamar est accusée d'adultère avec un marchand de Koutaïssi et Alexandre Bagration la divorce.
Tamar est renvoyée en Gourie, menant à une nouvelle guerre civile entre la capitale royale et les nobles de Gourie, de Mingrélie et d'Abkhazie. À la suite du divorce de 1620, Tamar disparaît de l'histoire.

## Famille
Tamar est mariée au prince royal Alexandre Bagration de 1618 à 1620. D'après l'historien Marie-Félicité Brosset, elle donne naissance au futur roi Bagrat V d'Iméréthie. Toutefois, cela est peu probable étant donné le jeune âge du prince lors de son mariage et les généalogistes modernes s'accordent à donner au roi Bagrat V une année de naissance plus de 20 ans après le divorce d'Alexandre et Tamar Gourieli.